# Anders Steinvall
Anders Steinvall, född 28 maj 1958, är en svensk journalist och författare som bland annat varit chefredaktör på Norra Västerbotten, numera Norran, i Skellefteå. Steinvall arbetade under många år på Dagens Nyheter, där han bland annat var utrikeskorrespondent och sportchef. Som DN:s korrespondent i Moskva 1989-92 bevakade han den dramatiska utveckling som ledde fram till Sovjetunionens upplösning.
Hösten 2006 blev han tillförordnad chefredaktör på Norra Västerbotten och från februari 2007 ordinarie sådan. Under sin tid där ledde han övergången till tabloid. Han efterträddes av Anette Novak i mars 2009.
Senare har Steinvall bland annat varit frilansande korrespondent i London för nyhetsbyrån TT och den svenskspråkiga dagstidningen Hufvudstadsbladet i Helsingfors. Våren 2015 utkom Steinvall med reportageboken "Det nya London", utgiven på Carlsson Bokförlag. Boken skildrar en stad i dramatisk förvandling, med fokus på det sociala drama som brukar kallas gentrifiering.
Hösten 2018 utkom Steinvall med ytterligare en reportagebok om London utgiven av Carlsson Bokförlag, och skildrar den mångkulturella staden i skuggan av Brexit, utträdet ur EU som de brittiska väljarna beslutade om i en folkomröstning 2016. Steinvall utkom hösten 2020 med en tredje reportagebok om London med titeln "London bortom London" (Carlsson Bokförlag). Boken skildrar storstadens natur och de lantliga miljöer i den brittiska huvudstaden som brukar kallas "Londons byar".
Anders Steinvall har även skrivit boken "Batterifabriken: Skellefteå och resan mot framtidslandet", utgiven hösten 2021 av Artos & Norma Bokförlag. Boken är en skildring av hur det gick till när Northvolt valde just Skellefteå för sin stora batterifabrik. Hösten 2024 släpptes hans bok "Miraklet i trä" (Carlsson Bokförlag), som berättar historien om Sara kulturhus i Skellefteå. Denna unika byggnad har fått global uppmärksamhet som världens kanske mest avancerade byggnad i trä. När Sara kulturhus stod klart hösten 2021 beskrevs det av tidskriften Arkitektur som "en lokal bedrift av global relevans", vilket Steinvall använt som en röd tråd genom sin berättelse.